# Jan Václav Homoláč

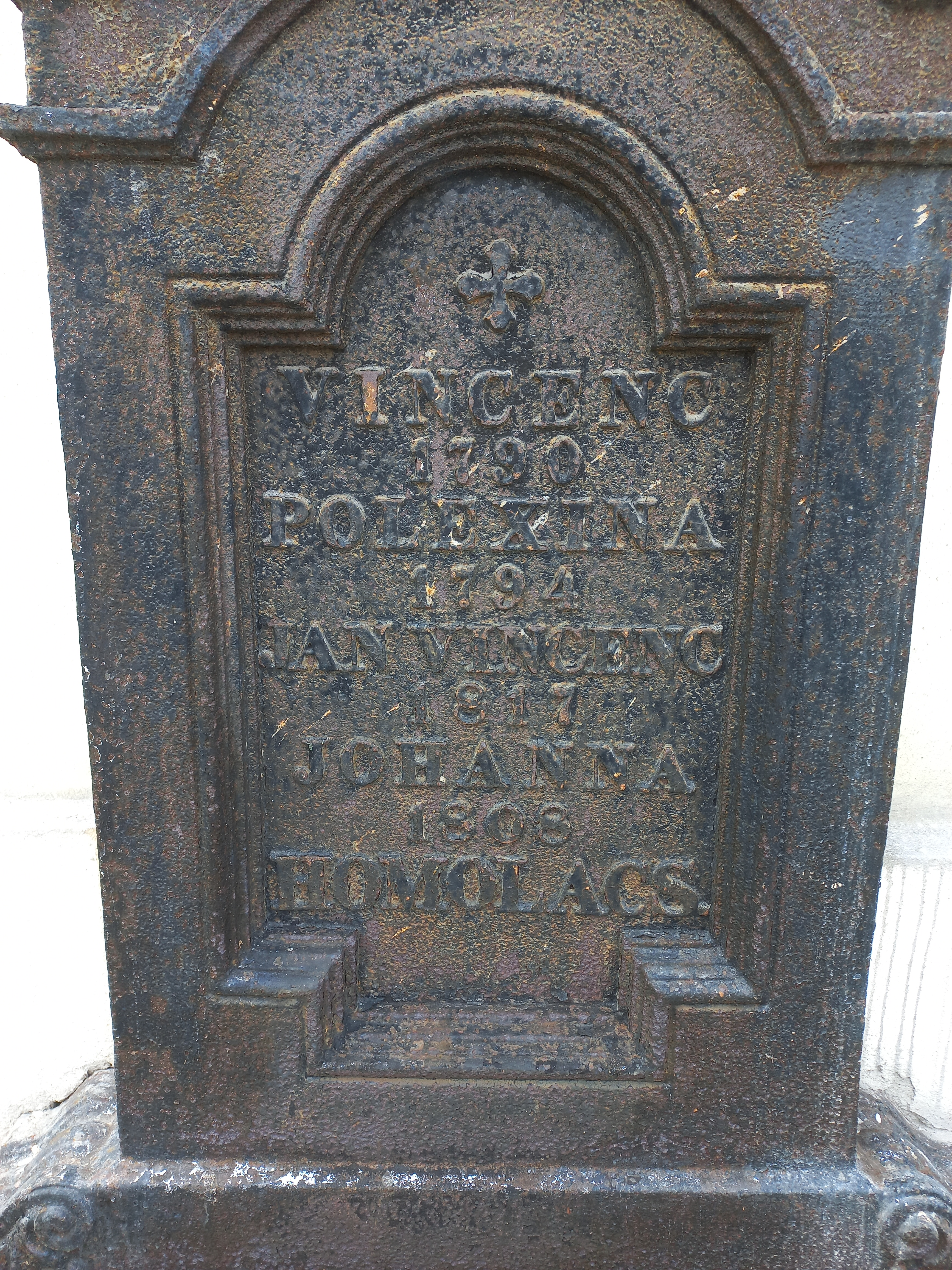
Náhrobní deska na zdi kostela ve Frýdlantě nad Ostravicí

Jan Václav Homoláč (1745, Nové Město – 17. října 1815, Brno) patřil spolu se svým starším bratrem Karlem Josefem k druhé generaci české huťařské dynastie Homoláčů. Byl nájemce arcibiskupských železáren ve Frýdlantu nad Ostravicí. Velkým podnikatelským počinem bylo uzavření smlouvy (8.10.1802) se skotským hutníkem Johnem Baildonem. Frýdlantské železárny byly v nájmu rodiny Homoláčů v letech 1782 až 1826.
Růžena, dcera Jana Václava Homoláče se dne 25. 2. 1805 provdala za Williama Baildona, bratra známého skotského metalurga Johna Baildona.